# Roudný (Karlovice)
Roudný (německy Raudny) je vesnice, část obce Karlovice v okrese Semily. Nachází se asi 1,5 kilometru východně od Karlovic.
Roudný leží v katastrálním území Karlovice o výměře 10,21 km².
V Roudném pramení Radvánovický potok, který po cca 600 metrech napájí Roudenský rybník.

## Historie
První písemná zmínka o vesnici pochází z roku 1398.

## Pamětihodnosti
- Socha Panny Marie Immaculaty (kulturní památka)
- Lípa v Roudném, památný strom (při silnici do Radvánovic na západním okraji vesnice, 50°33′36″ s. š., 15°13′41,9″ v. d.)